# Gullereds socken
Gullereds socken i Västergötland ingick i Redvägs härad, ingår sedan 1974 i Ulricehamns kommun och motsvarar från 2016 Gullereds distrikt.
Socknens areal är 47 kvadratkilometer varav 44,02 land. År 2000 fanns här 182 invånare.  Kyrkbyn Gullered med sockenkyrkan Gullereds kyrka ligger i socknen. 

## Administrativ historik
Socknen har medeltida ursprung. 1554 införlivades Tissereds socken. Församlingen införlivade 1548 Strängsereds församling som kapellag som utbröts 29 juli 1887.
Vid kommunreformen 1862 övergick socknens ansvar för de kyrkliga frågorna till Gullereds församling och för de borgerliga frågorna bildades Gullereds landskommun. Landskommunen uppgick 1952 i Redvägs landskommun som 1974 uppgick i Ulricehamns kommun. Församlingen uppgick 2006 i Hössna församling.
1 januari 2016 inrättades distriktet Gullered, med samma omfattning som församlingen hade 1999/2000.  
Socknen har tillhört län, fögderier, tingslag och domsagor enligt vad som beskrivs i artikeln Redvägs härad. De indelta soldaterna tillhörde Älvsborgs regemente, Redvägs kompani.

## Geografi
Gullereds socken ligger öster om Ulricehamn kring Ätrans och Tidans källor. Socknen är en kuperad mossrik skogsbygd med höjder som i öster når 345 meter över havet.

## Fornlämningar
En boplats från stenåldern är funnen. Från bronsåldern finns gravrösen. Från järnåldern finns gravfält med domarringar och resta stenar.

## Namnet
Namnet skrevs 1540 Gullered och kommer från kyrkbyn. Namnet innehåller mansnamnet Gulle och ryd, 'röjning'.